# 玉子燒鍋

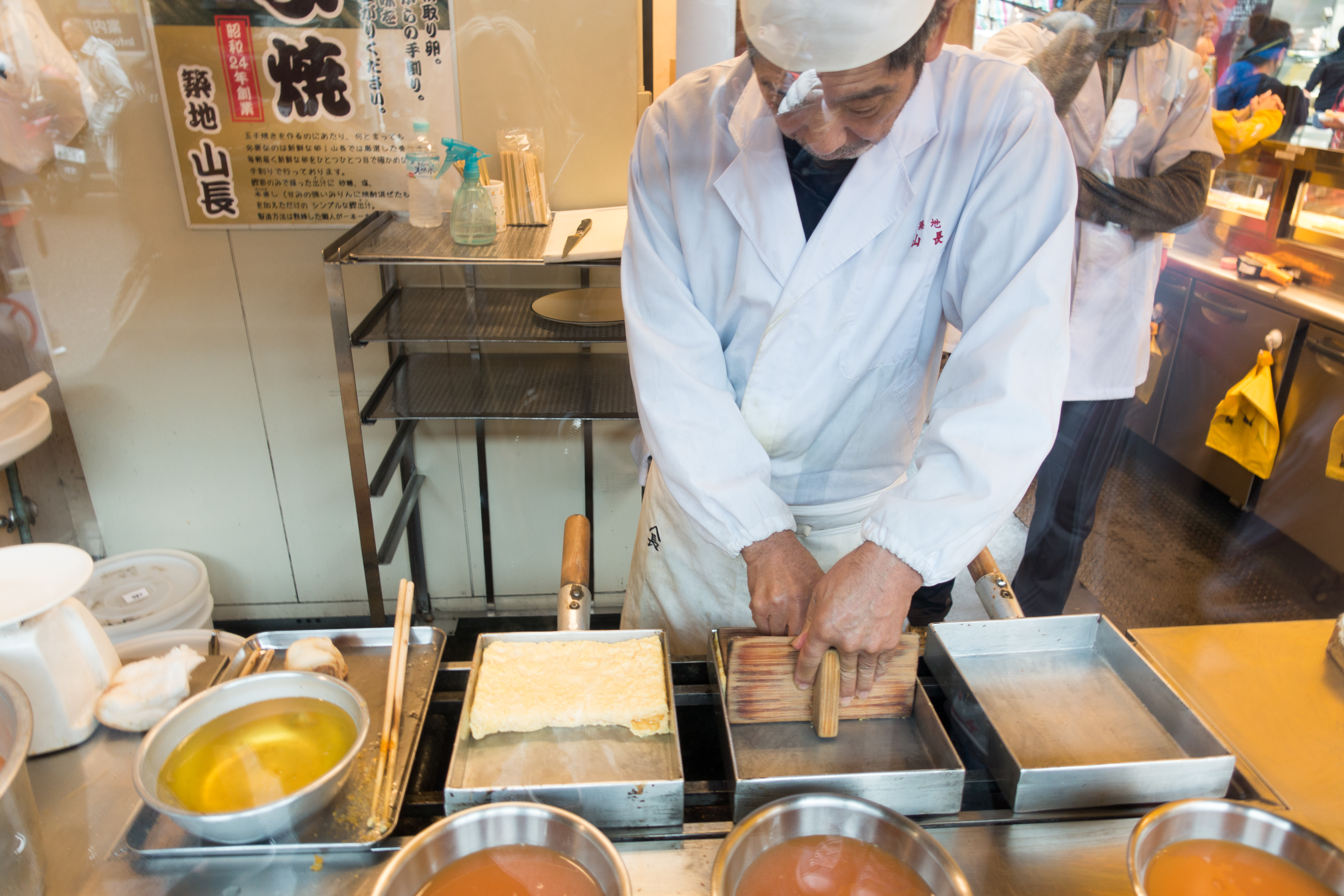
玉子燒鍋用於製作玉子烧，通常會配合模具使用

玉子燒鍋（日语：／ Tamagoyakinabe）是用於製作玉子烧的矩形炊具。玉子燒鍋通常為铜製或锡製，但也可以塗上易潔材質。日本各地的玉子燒鍋的大小比例均有不同，惟通常為矩形狀。以玉子燒鍋製作的玉子燒通常會作為寿司與便當等料理的配菜。

## 名稱
玉子燒鍋擁有多個不同的名稱，包括“卷燒鍋”（／ Makiyakinabe）、“玉子燒器”（／ Tamagoyaki-ki）與“玉子燒鍋”（／ Tamagoyakinabe）等。玉子燒鍋有時也會被直接稱為“日式煎蛋鍋”。

## 設計與使用

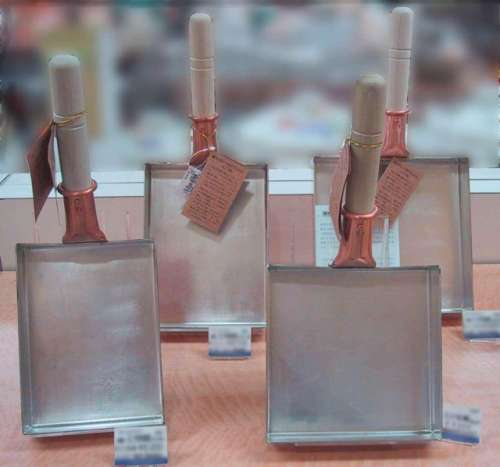
出售中的玉子燒鍋，左方為關西型，右方為關東型

玉子燒鍋的矩形狀使玉子燒的直徑固定，從而令其捲起後呈條狀。多數專業的玉子燒鍋為銅鍍或錫襯，以確保其热传导效率，而一般上較廉價的易潔玉子燒鍋可作為銅鍍玉子燒鍋的替代品。玉子燒鍋分關東型、關西型與名古屋型三種，其中關東型為正方形，關西型為細長的長方形，而名古屋型則為短而闊的長方形。在關東地方，玉子燒鍋通常會配合用於翻轉玉子燒的厚木蓋一同使用。
玉子燒鍋在和食中用於製作甜味或鹹味的玉子燒，玉子燒有時亦可稱“出汁卷卵”（／ Dashimaki tamago，使用上湯時）或“薄燒卵”（／ Usuyaki tamago，單層薄煎蛋）。
製作玉子燒料理的第一步為製作單層的矩形煎蛋片，並在蛋液完全煮熟和凝固前，用筷子夾起煎蛋片邊緣一角，摺疊到自身的三分之一處，再將煎蛋片的雙層部分摺疊到剩餘的單層部分。然後，在玉子燒鍋下更多的蛋液，並重複捲摺的步驟。玉子燒料理的成品為長方體狀的多層煎蛋。
在玉子燒鍋下蛋液前須先塗上一層薄油，具體做法是用紙巾或抹上油的布擦拭玉子燒鍋，有時候也會使用吸水棉花球（或脫脂棉）擦拭。
部分食譜會提醒烹調者不應將雞蛋煮出棕色，惟這需要視乎玉子燒料理的類型而定，而在其他食譜中雞蛋的分層可以煮成金棕色。部分此前於築地市場營業的玉子燒店會售賣煮成微焦（／ Yaki-me）或煮出棕色的玉子燒。

## 玉子燒

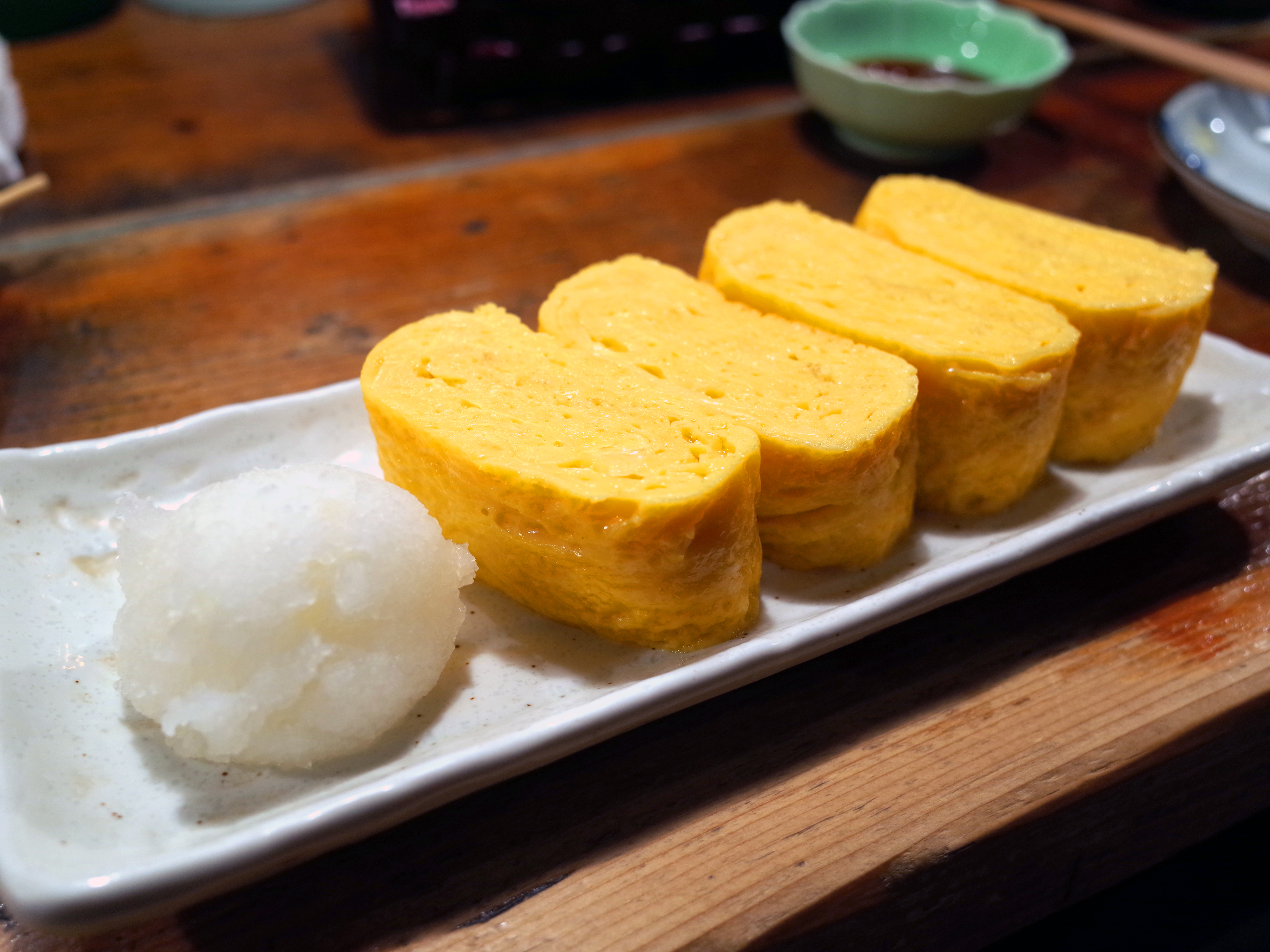
玉子燒鍋通常用於製作玉子燒

以玉子燒鍋製作的玉子燒可以作為握壽司上的食材。部分壽司廚師會製作與虾醬、大和芋（長山藥的栽培品種）混合的玉子燒，此時蛋液混合物不會分層煮熟，而是會直接全部倒進玉子燒鍋裏，煮約半小時後翻轉，使煎蛋塊的頂部和底部焦化成棕色，而中間的煎蛋則保持黃色的色澤與柔韌。
玉子燒的種類取決於其厚度。較薄的玉子燒用作食物裝飾，又或是用於包裹壽司飯以製成壽司。較厚的玉子燒更常見，並用於握壽司與散壽司碗。切碎並用作食物裝飾的玉子燒稱為“錦絲卵”（／ Kinshi tamago）。
玉子燒可作零食、配菜或早餐食用。玉子燒是便當盒中的常見食材。